# X-Artikel

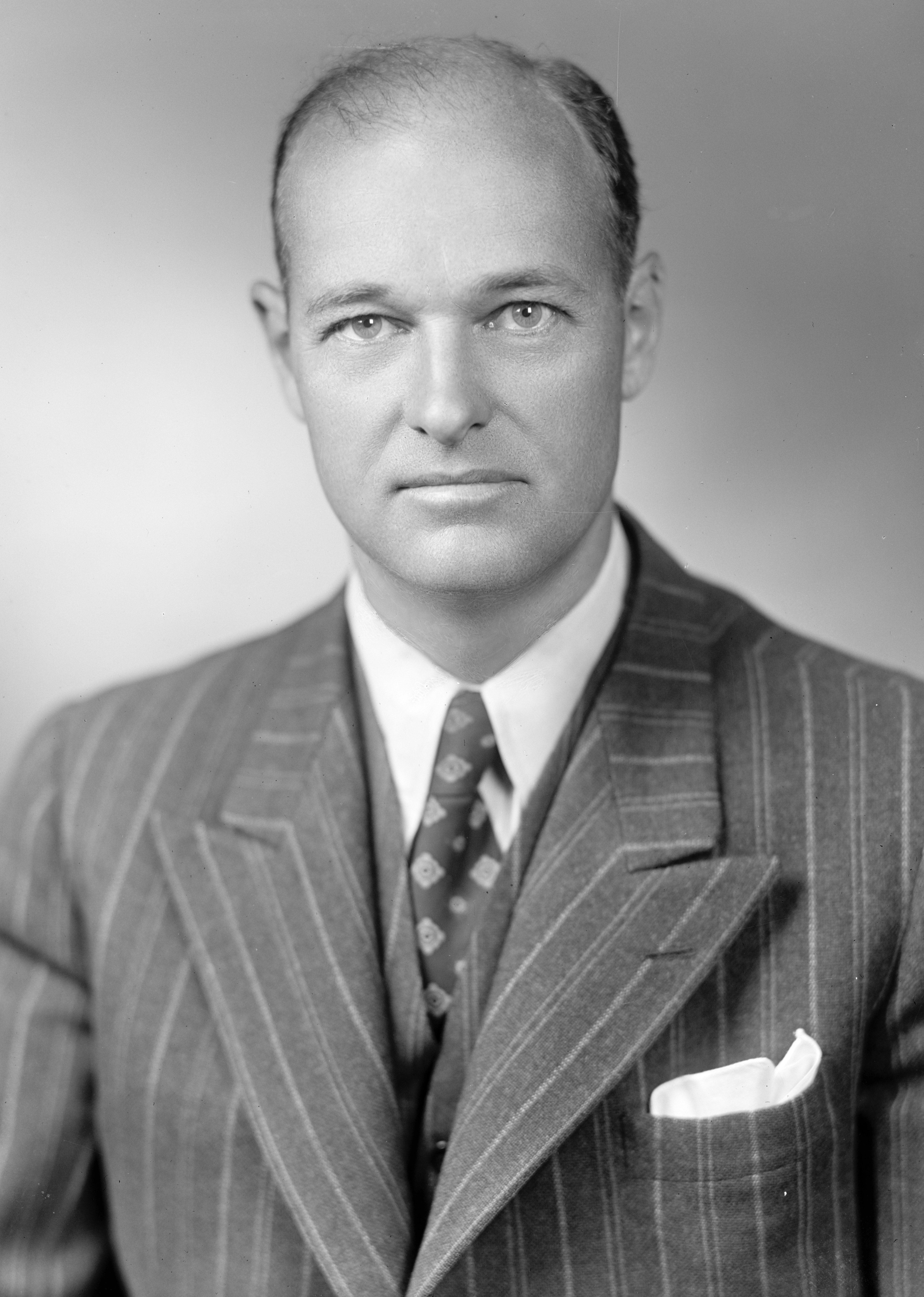
George F. Kennan, auch bekannt als Autor unter dem Pseudonym X (1947)

Als X-Artikel wird der Artikel The Sources of Soviet Conduct bezeichnet, der in der Juli-Ausgabe 1947 der Zeitschrift Foreign Affairs erschien. Der Verfasser benutzte das Pseudonym „X“, doch war weithin bekannt, dass sich dahinter George F. Kennan verbarg, der Chef des Planungsstabes im Außenministerium und ehemalige Gesandte der amerikanischen Botschaft in Moskau.
Der Text basierte auf dem Langen Telegramm vom 22. Februar 1946, in dem Kennan dem US-Finanzministerium in rund 5300 Worten dargelegt hatte, dass die UdSSR nach Kriegsende kein Bündnispartner mehr sei, die Hintergründe der sowjetischen Politik analysierte und als amerikanische Handlungsmaxime ein Containment (Eindämmung) empfahl.
Kennans Analyse wies folgende Hauptgedanken auf:
- Die UdSSR sehe sich in einem fortwährenden Kriegszustand mit der westlichen Welt;
- In den Augen der UdSSR seien demokratische Sozialisten und Sozialdemokraten keine Alliierten, sondern Feinde;
- Die Alliierten der UdSSR in der westlichen Welt seien marxistische Gruppierungen unter der Kontrolle der UdSSR;
- Die Politik der UdSSR wurzle in einer historisch begründeten russischen Xenophobie und Paranoia;
- Die kommunistische Regierungsform sei strukturell unfähig, sich ein realistisches Bild der inneren und äußeren Zustände zu machen;
- Die UdSSR sei gekennzeichnet von innerer Instabilität und dem Westen geistig und ökonomisch grundsätzlich unterlegen.

Als Maßnahmen in den von ihm vorausgesagten kommenden außenpolitischen Konfrontationen empfahl Kennan eine defensive Politik, da die Sowjetunion auf jede Gewaltanwendung aggressiv reagiere und ihre Propaganda von Negativität geprägt sei. Der Westen dagegen solle eine Eindämmung der Auseinandersetzung durch positive Werte verfolgen: Vertrauen auf die Überlegenheit der eigenen Gesellschaftswerte, Förderung der Allgemeinbildung, solidarische Außen- und Wirtschaftspolitik zugunsten einer besseren Weltgemeinschaft.
Der X-Artikel erlangte als ein ideologischer Meilenstein des beginnenden Kalten Kriegs Berühmtheit, da er wesentliche Aspekte der sich erst entwickelnden US-Strategie des Containment zusammenfasste und einem breiteren Publikum aufzeigte. Die Veröffentlichung löste eine intensive Debatte über die US-Außenpolitik aus.
Die Politikwissenschaftlerin Anne-Marie Slaughter sieht die Bedeutung des Beitrags darin, dass

„der Artikel uns das intellektuelle Gerüst gab, um den Aufstieg und letztendlich den Fall der Sowjetunion zu verstehen, und eine Strategie bot, um dieses Ziel schneller zu erreichen. Auf dieser Basis lautete das strategische Narrativ im Kalten Krieg, dass die Vereinigten Staaten die freie Welt gegen die kommunistische Welt anführten; dass wir in das Containment der Sowjetunion und ihre  Ausdehnung investieren, während wir eine dynamische Wirtschaft und eine möglichst wohlhabende und gerechte Gesellschaft aufbauen‘. Von diesem Narrativ sind wir in der Praxis häufig abgewichen, wie George Kennan als einer der Ersten erkannte. Aber es war ein Narrativ, das gut genug zu den Tatsachen der Welt passte, die wir wahrnahmen, um über 40 Jahre hinweg die Grundlage  für einen lockeren Konsens beider amerikanischer Parteien in der Sicherheitspolitik zu schaffen.“

Walter Lippmann kritisierte den Artikel und die darauf aufbauende Truman-Doktrin ausführlich in seinem im selben Jahr erschienenen Buch The Cold War. Lippmann hielt nichts von Containment, das nur auf sowjetische Aktionen reagierte. Er sprach sich gegen die sprunghafte Unterstützung von schwachen Staaten und Regimen aus, wie es zu dieser Zeit in Griechenland oder China geschah. Stattdessen sollten die USA in enger Verbindung mit den europäischen Alliierten, die gestärkt durch den Marshallplan durchaus eigenes politisches Gewicht hätten, in einem langen Prozess die Sowjetunion zu einem Abzug aus Mitteleuropa zwingen.